# 瀬戸了
瀬戸了（せと りょう）は、低音のボイスの日本のラジオDJ、ナレーター。ワインに造詣が深く日本ソムリエ協会の認定資格をもっている。年齢不詳。本名未公表。生年月日未公表。

## 来歴・人物
低音ボイスでのダンディな語りが特徴のDJ、ナレーター。年齢不詳、写真も公表していないためラジオパーソナリティの割にはパーソナリティが伝わらない謎のDJ。
番組内ではワインバーのソムリエ役であるが実際日本ソムリエ協会の資格を保持していると番組で語っている。
ワインバーのオーナーとしての番組では自らのワイナリー訪問、ワイン見識、東京の青山にあるワイン学校でワインの資格を目指して勉強をした等のワインがらみの話が多い。
FMFUJIのサイトでは8月1日東京生まれのA型とだけ記載がある。またFMFUJIさあカデンツアーレ内では慶応の軽音楽部出身等の自らの個人情報を語ることがあるが、辻褄が合わない部分もあり
番組の構成上の役柄設定であると思われる。
またDJになるためにアナウンス学校に通っていたとの話も。
デビューは最近と思われるがDJ瀬戸了としての情報は未公表部分が多い。声、話題からみて年齢的に相当遅いDJデビューと思われる。

## 出演番組・活動
- さあカデンツアーレ！FMFUJI

| スタブアイコン | サブスタブ | この項目は、まだ閲覧者の調べものの参照としては役立たない、人物に関連した書きかけの項目です。この項目を加筆・訂正などしてくださる協力者を求めています（P:人物伝/PJ:人物伝）。 |